# 서울 봉국사 석조여래좌상
서울 봉국사 석조여래좌상은 대한민국 서울특별시 성북구 정릉2동, 봉국사에 있는 불상이다. 2013년 12월 26일 서울특별시의 문화재자료 제57호로 지정되었다.

## 문화재 지정사유
되는 둥근 보주를 들고 있어 약사여래상으로 신앙되고 있는데, 보존상태가 비교적 양호하고 조선후기에서 말기에 서울·경기지역에서 유행했던 도상을 보여준다는 점에서 서울특별시 문화재자료로 지정할 가치가 있다고 판단되었다.

## 조사 보고서
봉국사 만월전에 주존불로 봉안되어 있는 석불좌상은 두손을 포개어 놓고 약합으로 생각되는 둥근 보주를 들고 있어 약사여래상으로 신앙되고 있다. 전체적으로 신체에 비해 두부가 큰 편으로 머리 중앙에는 커다란 반달형태의 중계주가 새겨져 있고 두부 정상에는 정상계주가 낮게 새겨져 있다. 머리와 육계의 구분이 없이 둥근 머리에는 큼직한 나발은 가로 세로의 폭이 일정한 공간에 입체적으로 조각되었다. 양 뺨에 살이 많고 둥근 얼굴에는 가느다랗게 뜬 눈과 우뚝한 코, 미소 띤 작은 입이 표현되어 있다. 두부와 신체는 거의 이어져 있어 목이 없으므로 삼도의 표현은 없다.
좁고 쳐진 어깨에 이중착의 형식으로 표현된 가사에는 단조롭지만 단정한 3조의 층단 주름이 양 깃과 어깨에 걸쳐진 대의 자락, 옷소매와 발목을 덮은 군의에 일정하게 새겨져 있다. 결가부좌한 다리의 발밑으로 옷자락이 V자형으로 늘어져 있고 오른쪽 무릎의 아랫부분은 훼손되어 보수된 상태이다.
두 손을 포개어 선정인을 결하고 그 위에 보주(약합)을 올려서 들고있는 도상의 불좌상은 조선후기에 서울·경기의 중부지역에서 유행하였던 것으로 생각되는데, 명문을 통해서 1763년의 조성시기를 알 수 있는 《안양 삼막사 마애삼존불상》(치성광여래상)을 비롯해서, 《시흥 호압사 석약사불좌상》(서울특별시 문화재자료 제8호), 《남양주 흥국사 만월보전 석조약사여래좌상》, 《시흥 진덕사 약사여래좌상》(1900년경) 등이 전해오고 있다. 이 상들과 봉국사 약사여래상을 비교해보면, 삼막사, 호압사, 흥국사 상보다는 제작시기가 늦을 것으로 생각되면 진덕사보다는 이른 것으로 판단된다. 이로 미루어 볼 때, 조선 말기에 제작된 것으로 볼 수 있을 것이다.
봉국사 석조불좌상이 문헌에 보이는 것은 일제강점기에 작성된 『奉恩本末寺誌』에 “만월전에 봉안된 石質紛相의 약사여래로 높이는 3.30寸, 너비는 2.30寸초다”라고 적힌 기록이다. 이것을 보면, 이 상은 처음부터 돌로 조각하여 호분을 입혔던 것을 알 수 있다. 또한 1940년에 작성된『朝鮮寺刹貴重財産目錄』에도 봉국사에 약사여래상이 한 구 봉안되어 있었음이 확인된다. 따라서 봉국사 석조불좌상이 일제강점기 이전부터 봉국사에 봉안되어 있었을 것으로 추측된다.
보존상태가 비교적 양호하고 조선후기에서 말기에 서울·경기지역에서 유행했던 도상을 보여준다는 점에서 서울특별시 문화재자료로 지정할 가치가 있다고 판단된다.

## 같이 보기
- 서울 호압사 석불좌상 (서울특별시의 문화재자료 제8호)

## 참고 자료
- 서울 봉국사 석조여래좌상 - 국가유산청 국가유산포털